# فرامادی‌گرایی
فرامادی‌گرایی (به انگلیسی: Postmaterialism): پسامادی‌گرایی، پساماده‌گرایی، پست‌ماتریالیسم، پساماتریالیسم. در جامعه‌شناسی، فرامادی تبدیل ارزش‌های فردی از  مادی، فیزیکی و اقتصادی به ارزش‌های فردی جدید همچون خودمختاری و خودبیان‌گری است.
این اصطلاح توسط دانشمند جامعه‌شناسی سیاسی، رونالد اینگلهارت از سال ۱۹۷۷ در کتاب «انقلاب خاموش» رایج شد که در آن متذکر گردید ثروتی که نسل‌های پس از جنگ جهانی دوم تجربه کردند سبب شد برخی از آنها امنیت مادی خود را تأمین شده بدانند و به جای آن به اهداف فرامادی همانند خودبیان‌گری، خودمختاری، آزادی بیان، برابری جنسیتی و محیط زیست‌گرایی اهمیت بیشتری بدهند. اینگلهارت استدلال کرد با افزایش رفاه، به تدریج در بین مردم جوامع صنعتی پیشرفته از طریق فرایند جایگزینی نسلی گرایش به ارزش‌های فرامادی افزایش می‌یابد.
فرامادی‌گرایی ابزاری برای توسعه درک فرهنگ مدرن است. می‌توان آن را با اشاره به سه مفهوم متمایز ماتریالیسم در نظر گرفت.
اولین نوع ماتریالیسم، چیزی که از آن بیشتر مفهوم فرامادی‌گرایی استفاده می‌شود - ماتریالیسم را به عنوان یک نظام ارزشی مرتبط با میل به برآوردن نیازهای مادی (مانند امنیت، درآمد و مسکن) و تأکید بر تجملات مادی در یک جامعه مصرف‌گرایی دارد.
مرجع دوم تصور ماتریالیستی از تاریخ است که توسط بسیاری از سوسیالیست‌ها، به ویژه کارل مارکس و فریدریش انگلس و همچنین مفهوم فلسفی آنها در مورد ماتریالیسم دیالکتیکی از آن درک می‌شود.
سومین تعریف از ماتریالیسم به این بحث فلسفی مربوط می‌شود که ماده تنها واقعیت موجود است.
مفهوم اول جامعه‌شناختی است، مفهوم دوم هم فلسفی و هم جامعه‌شناختی، و مفهوم سوم فلسفی است.
بسته به اینکه کدام یک از سه مفهوم فوق ماتریالیسم مورد توجه باشد، فرامادی‌گرایی می‌تواند مورد بحث قرار گیرد:
هستی‌شناختی فرامادی‌گرایی، فرامادی‌گرایی اگزیستانسیالیستی (وجودی)، فرامادی‌گرایی اخلاقی، یا فرامادی‌گرایی سیاسی - جامعه‌شناختی که شناخته‌شده‌ترین است.

## تاریخچه
نظریه جامعه‌شناختی فرامادی‌گرایی در دهه ۱۹۷۰ توسط رونالد اینگلهارت توسعه یافت. پس از پژوهش‌های گسترده، اینگلهارت تصور کرد جوامع غربی محدوده نظرسنجی او در حال تغییر ارزش‌های فردی از مادی یعنی تأکید بر امنیت اقتصادی و فیزیکی به مجموعه جدیدی از ارزش‌های فرامادی هستند که بر خودمختاری و خودبیان‌گری تأکید دارند. اینگلهارت استدلال کرد افزایش رفاه، به تدریج به استرس عدم رفع نیازهای اساسی اکتسابی یا مادیِ عموم مردم جوامع صنعتی پیشرفته پایان می‌دهد.
با توجه به اینکه به احتمال زیاد جوانان بیشتر ارزش‌های فرامادی را پذیرفته‌اند، اینگلهارت حدس زد این «انقلاب خاموش» با افزایش سن افراد مادی گرا، فقط موردی برای تغییر چرخه زندگی نیست ولی یک مثال واقعی از جایگزینی نسلی سبب تغییر ارزش بین‌نسلی می‌شود.
نظریه تغییرات بین‌نسلی بر دو فرضیه اصلی استوار است:
- فرضیه کمیابی
- فرضیه اجتماعی شدن

### فرضیه کمیابی
اینگلهارت فرض کرد افراد اهداف متفاوتی را دنبال می‌کنند که مشابه نظم سلسله مراتبی است در حالی که ممکن است مردم به‌طور جهانی به دنبال آزادی و خودمختاری باشند، مهمترین نیازهای مادی مانند گرسنگی، تشنگی و امنیت جسمانی باید برآورده شود زیرا آنها بلافاصله با بقا مردم ارتباط دارند. براساس تفسیر اینگلهارت از آبراهام مازلو  سلسله مراتب اهداف انسانی در حالی که کمیابی غالب است، این اهداف «مادی» بر اهداف فرامادی مانند تعلق، احترام و رضایت زیبایی شناختی و فکری اولویت دارند. با این حال، هنگامی که بتوان ارضای نیازهای بقا را مسلم دانست، به تدریج روی کالاهای «فرامادی» تمرکز ایجاد خواهد شد.

### فرضیه اجتماعی‌شدن
رابطه بین شرایط مادی و اولویت‌های ارزشی، تنظیم تعدیل فوری نیست. شواهد بسیاری نشان می‌دهد ارزش‌های اساسی افراد در بزرگسالی تا حد زیادی ثابت و پس از آن تغییرات نسبتاً کمی ایجاد می‌شود.  بنابراین، گروه‌هایی که اغلب با کمبود اقتصادی روبرو هستند (سایر موارد برابر است) برای تأمین نیازهای اقتصادی ارزش زیادی قایل هستند (مانند ارزش‌گذاری رشد اقتصادی بالاتر از حفاظت از محیط زیست) و در مورد نیازهای ایمنی (از سبک‌های اقتدارگرایانه رهبری حمایت می‌کند، احساسات غرور ملی شدیدی را به نمایش خواهد گذاشت، شدیداً طرفدار حفظ یک ارتش بزرگ و قوی خواهد بود و تمایل بیشتری برای قربانی آزادی‌های مدنی به خاطر قانون و نظم) خواهد داشت. از سوی دیگر، گروه‌هایی که از ثروت مادی کلانی برخوردار بوده‌اند، اولویت بالایی را به ارزش‌هایی مانند بهبود فردی، آزادی شخصی، شرکت در تصمیمات دولت به عنوان شهروند، ایده‌آل جامعه مبتنی بر اومانیسم و حفظ محیط زیست تمیز و سالم.
این دو فرضیه با هم این مفهوم را دارند که با توجه به دوره‌های طولانی ثروت مادی، بخش فزاینده ای از جامعه از نظام‌های ارزشی فرامادی استقبال خواهند کرد، مفهومی که در ۳۰ سال گذشته در داده‌های نظرسنجی در سطح بین‌المللی اثبات شده‌است. مشاهده می‌شود که جهت‌گیری‌های فرامادی هر گروهی در طول اجتماعی‌شدن به‌طور قابل ملاحظه‌ای در بازهٔ زمانی چند دهه ثابت مانده‌است، [[ارزش (شخصی و فرهنگی] | ارزش]] بودن یک نظام پایدارتر در برابر سیاست‌های ناپایدار و نگرش اجتماعی.

### اندازه‌گیری فرامادی‌گرایی
روش‌های مختلفی برای اندازه‌گیری تجربی گسترش فرامادی‌گرایی در یک جامعه وجود دارد. یک روش رایج و نسبتاً ساده ایجاد فهرستی از پاسخ‌های پاسخگویان است که نظرسنجی برای سنجش اولویت‌های سیاسی شخصی طراحی شده‌است.
{{نقل قول | اگر مجبور شدید بین موارد زیر دست به انتخاب بزنید، کدام دو مورد از نظر شما مطلوب‌ترین هستند؟
1. حفظ نظم در ملت
2. نقش مردم در تصمیم‌گیری‌های سیاسی
3. مبارزه با افزایش قیمت‌ها
4. حفظ آزادی بیان

## همچنین ببینید
- حقوق دیجیتال
- آزادی اندیشه
- جان کنت گالبرایت
- آنتونی گیدنز
- آنتونیو گرامشی
- تجدیدنظرطلبی
- انتگرال
- فمینیسم
- نئومارکسیسم
- پست مدرنیته
- ارزش‌های خودبیان‌گری
- پیمایش ارزش‌های جهانی